# Fritz Dietrich (Musikwissenschaftler)
Fritz Dietrich (* 13. Februar 1905 in Pforzheim; † Januar 1945 bei Stablack, Ostpreußen) war ein deutscher Musikwissenschaftler und Komponist.

## Leben
Nach der Schulzeit in Pforzheim wandte sich Dietrich zunächst für ein Semester an der Technischen Hochschule Karlsruhe den Naturwissenschaften zu, entschied sich dann aber für die Musikwissenschaft. Er studierte ab 1925 in Freiburg im Breisgau bei Wilibald Gurlitt und Heinrich Besseler. Letzterem folgte er 1928 an die Universität Heidelberg, wo Besseler die Nachfolge von Hans Joachim Moser antrat. Für kurze Zeit studierte Dietrich auch in Leipzig am Landeskonservatorium bei Karl Straube.
Nach der Promotion bei Besseler über die Geschichte des deutschen Orgelchorals im 17. Jahrhundert war Dietrich von 1931 bis 1934 Assistent am musikwissenschaftlichen Seminar in Heidelberg. Er habilitierte sich 1935 in Freiburg über das Thema Die musikalischen Ordnungen, ihre Gestaltungsweisen und ihr geschichtlicher Wandel. Dietrich war aber nie als Privatdozent tätig, da ihm keine Lehrerlaubnis erteilt wurde, wohl auch wegen seiner Ehefrau, die nach den rassistischen Nürnberger Gesetzen als Vierteljüdin galt. Trotzdem komponierte und arrangierte er in der Zeit des Nationalsozialismus verschiedene Gebrauchsmusiken im Sinne der nationalsozialistischen Ideologie, darunter auch ein Arrangement des Horst-Wessel-Liedes für Klavier, das er zusammen mit anderen Arrangements 1935 in die Sammlung Kameraden, wir marschieren aufnahm. 1937 komponierte er einen Maibaumreigen, ein Liederspiel für Mädchenchor, Volkschor, zwei Geigen und Bass.
In den dreißiger Jahren war Dietrich für den Bärenreiter-Verlag tätig und gab eine Reihe von kleineren Heften mit Musik für Laien heraus. Zu nennen ist hier vor allem seine unter dem Namen „Quempas“ bekannt gewordene Sammlung von Weihnachtsliedern für Gesang, Klavier und ergänzende Oberstimme für Blockflöte oder Geige.
Im Zweiten Weltkrieg wurde er zur Wehrmacht eingezogen und war zuletzt Obergefreiter beim Festungs-MG-Bataillon 75. Seit Januar 1945 wird Dietrich an der Ostfront in der Gegend um Heiligenbeil bei Stablak vermisst.
Dietrich schrieb unter anderem Musik für Orgel und Blockflöte sowie Vokalmusik, darunter eine Struwwelpeter-Kantate. Er spielte selbst Klavier, Orgel, Oboe und Viola.

## Werke
(BA = Bärenreiter-Ausgabe)
Kompositionen:
- Zehn kleine Märsche für zwei Blockflöten im Gleichklang. BA 859.
- Vierzehn kleine Spielradel für zwei Blockflöten im Quintabstand. BA 864.
- Es leben die Soldaten. Soldatenlieder für drei gleiche Flöten oder Pfeifen. Spätestens 1936. BA 964.
- Deutsche Märsche für drei gleiche Flöten oder Pfeifen und Trommeln. 1936. BA 966.
- Sonatine in C für Blockflöte und Klavier. BA 980.
- Zehn kleine Walzer für zwei Blockflöten im Gleichklang. BA 1035.
- Wenn alle Brünlein fließen, Variationen für zwei Chorflöten und Altflöte. BA 1254.
- Drei kleine Suiten für zwei Chorflöten und eine Altflöte. BA 1255.
- Verleih uns Frieden gnädiglich für vier gemischte Stimmen / In dich hab ich gehoffet, Herr für drei gemischte Stimmen. Kleine BA 1601
- Die kleine Lerche
- Weihnachtslieder. BA 1303.

Schriften:
- Geschichte des deutschen Orgelchorals im 17. Jahrhundert (1932)
- Musik und Zeit (1933)
- Elemente der Orgelchoralimprovisation. Versuch einer kurzen Anleitung zur Improvisation des Choralvorspiels. BA 961, Kassel 1935

Wissenschaftliche Aufsätze:
- Analogieformen in Bachs Tokkaten und Präludien für die Orgel. Bach-Jahrbuch (1931) 51–71

Von Dietrich im Bärenreiterverlag herausgegebene Sammlungen:
- Heinrich Albert. Lieder für eine Singstimme und Begleitung durch ein Tasteninstrument oder Laute. In Auswahl herausgegeben (1932). BA 569
- Der Hohenfriedberger und andere alte Märsche für Klavier vierhändig gesetzt. BA 1001.
- Laterne, Laterne, Sonne, Mond und Sterne Volkskinderlieder in ganz einfachen Sätzen für Klavier. BA 1003.
- Unsere Weihnachtslieder zum Singen am Klavier, mit einem Melodieinstrument (Flöte, Geige) nach Belieben. BA 1004.
- Altdeutsche Tanzmusik aus Nörmigers Tabulatur 1598 eingerichtet für c-Flöte (oder ein anderes Melodieinstrument) und Klavier. (1937) BA 1010.
- Kleines Hirtenbüchel auf die Weihnacht zum Singen und Spielen für c"- und f'-Blockflöte. (1937) BA 1106.
- Gesellige Lieder aus dem deutschen Volkserbe. Zum Singen am Klavier, mit einem Melodieinstrument (Flöte, Geige) nach Belieben. BA 1141.